# Schloss La Pannonie

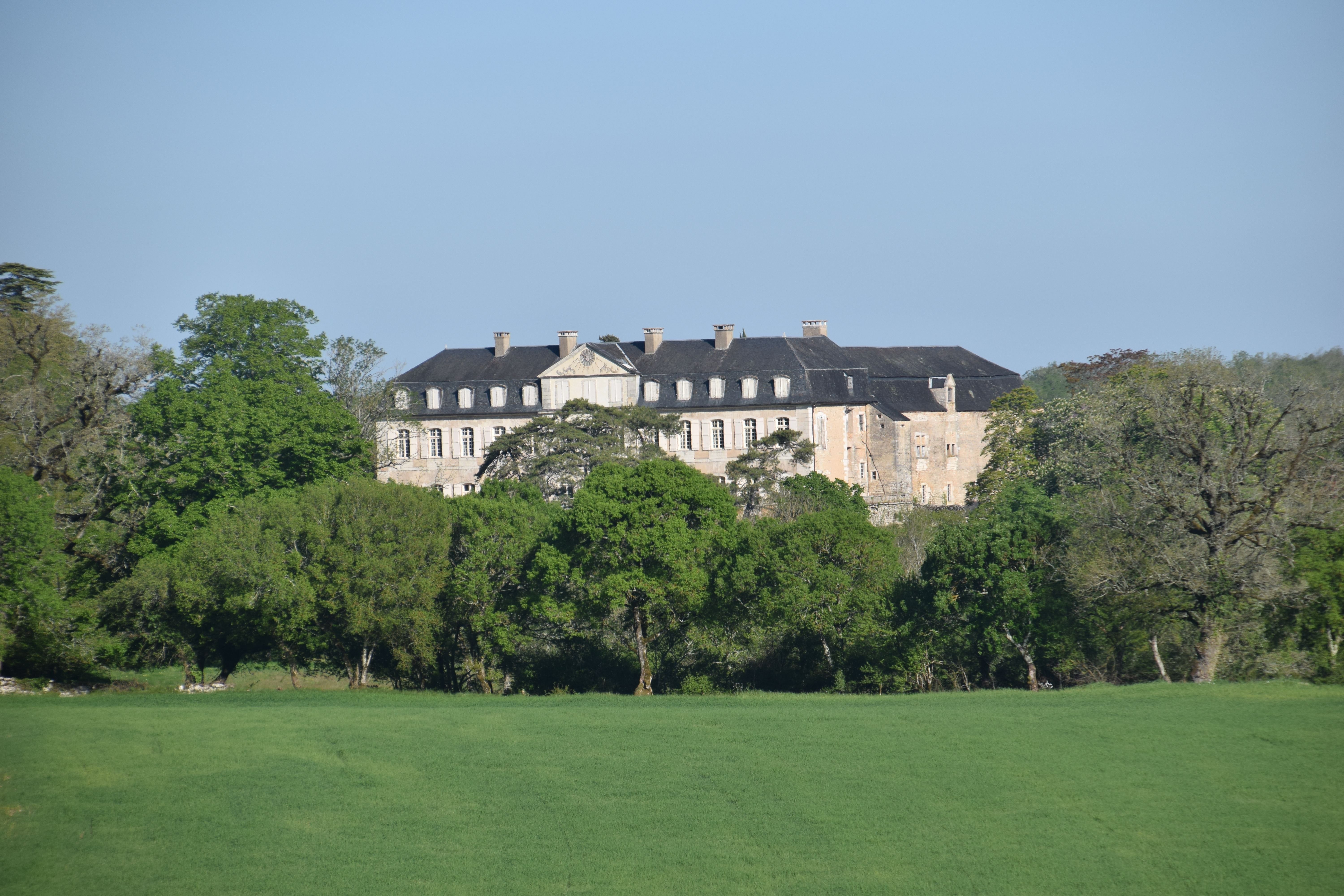
Schloss La Pannonie, Ansicht von Südosten

Das Schloss La Pannonie (französisch Château de la Pannonie) steht in der französischen Gemeinde Couzou nordöstlich von dessen Ortskern im Département Lot (Region Okzitanien). Das Schloss im Stil des klassizistischen Barocks ist der einzige Adelssitz diesen Baustils im gesamten Quercy.
Nachdem das Schloss am 20. Juli 1992 als klassifiziertes Monument historique (classé) unter Denkmalschutz gestellt worden war, fanden am 27. Dezember 2012 auch die Nebengebäude und der Schlosspark Aufnahme in die französische Denkmalliste. Die Anlage gehört seit über 130 Jahren der Familie de Saint-Vincent, welche sie als Wohnsitz nutzt. Die beiden heutigen Eigentümerinnen öffneten ihr Heim aber für Besucher; anfänglich immer nur am französischen Tag des offenen Denkmals (französisch Journee du Patrimoine), seit 2005 nun täglich in den Monaten Juni bis September. Das Schloss kann dann im Rahmen einer geführten Besichtigung besucht werden.

## Geschichte
Die Zisterzienser begannen, nachdem sie sich im Mittelalter im Quercy niedergelassen hatten, mit der Urbarmachung des Landes, wofür sie sogenannten Grangien errichteten. Als eine solche Grangie wurde La Pannonie 1287 erstmals schriftlich erwähnt. Weitere Nennungen folgten in den Jahren 1304 und 1315. Zu jener Zeit gehörte La Pannonie der Abtei Obazine.
Nachdem die Grangie im Hundertjährigen Krieg zerstört worden war, gab das Kloster das Land 1457 an Pierre Lagrange (auch La Grange geschrieben und manchmal Carretta genannt), einen reichen Händler aus Rocamadour. Er baute im 15. Jahrhundert am Ort der alten Anlage oder nahe dabei ein neues festes Haus in U-Form, das 1535 erstmals schriftlich Erwähnung fand und an der Westseite offen war. Für dieses Gebäude erhielt sein Nachfahr Michel Lagrange am 19. März 1546 die Erlaubnis, es mit Zinnen und einem Artillerieturm zu befestigen. Michels Enkel wurde vom französischen König in den Adelsstand erhoben, aber mit dem Reichtum seiner Familie ging es im 17. Jahrhundert allmählich bergab. Jean Magdelon de Lagrange starb 1655 völlig überschuldet. La Pannonie wurde 1656 eingezogen und ging anschließend an einen Gläubiger: Pierre Moyen, Seigneur von Ravaignes. Er übertrug den Besitz am 21. März 1685 für 30.315 Livres, 10 Sous und 5 Denare an Pierre-Antoine Vidale de Lapize, Rat des Königs und Zehnteinnehmer für die Diözese Cahors.
1723 baute Jean Vidal de Lapize gemeinsam mit seinen beiden Brüdern Antoine und Pierre die Anlage um. Dabei wurde der Südflügel vollständig umgestaltet und zum Haupttrakt verändert sowie mit einer Schaufassade zum Garten ausgestattet. Als Jean 1731 zum Siegelbewahrer in der Kanzlei des Parlements von Toulouse ernannt wurde, erfolgte am 18. April 1731 auch seine Erhebung in den Adelsstand. Sein Sohn Antoine aus der Ehe mit Marie-Antoinette de Puymisson heiratete Anne dʼArnis de Gigouzac. Das Allianzwappen der beiden findet sich über dem Eingang im Westflügel des Schlosses, den das Paar im Jahr 1765 errichten ließ. Damit war aus der einst hufeisenförmigen Anlage ein geschlossener Vierflügelbau geworden. Die übrigen Trakte wurden im gleichen Zeitraum im Inneren neu eingerichtet. Ebenfalls im 18. Jahrhundert erfolgte der Abriss des Nordflügels, möglicherweise weil seine Bausubstanz überaltert war. Das genaue Datum der Niederlegung ist aber unbekannt. Um das Jahr 1780 erwarb der Schlossherr diverse Gemälde aus dem rund 35 Kilometer entfernten Schloss Saint-Sulpice in Saint-Sulpice und ließ sie in einem Kabinett seines Schlosses aufhängen. Die Sammlung steht seit dem 21. Dezember 2016 als bewegliches Kulturgut unter Denkmalschutz.

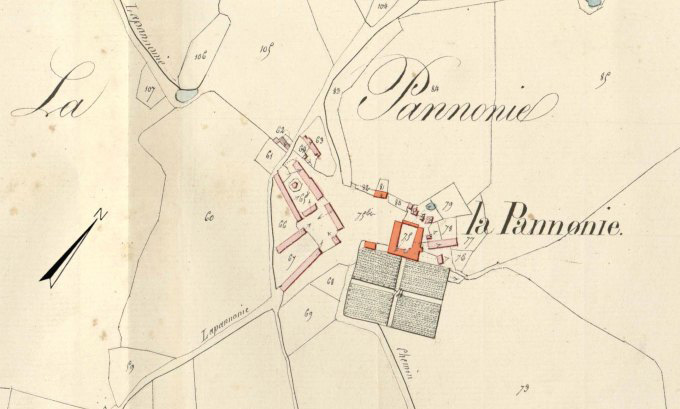
Lageplan des Schlosses aus dem Jahr 1825

Während der Französischen Revolution emigrierte der damalige Schlosseigentümer Antoine Vidal de Lapize gemeinsam mit seinen beiden ältesten Söhnen ins Ausland. Er kehrte nie wieder nach La Pannonie zurück, sondern starb 1793 in Mannheim. Die zwei Töchter Antoines, Marie und Marie-Thérèse Vidal de Lapize, sowie sein jüngster Sohn blieben in Frankreich. Während die beiden Frauen ins Gefängnis nach Cahors gebracht wurden, versteckten Bauern den jüngsten Spross der Familie, um ihn vor dem Zugriff durch Revolutionäre zu bewahren. Da der Schlossherr ausgewandert war, wurde sein Besitz eingezogen. Die Wehrtürme wurden niedergelegt, die schmiedeeisernen Balkongitter demontiert und das Blei des Daches entfernt. Die beiden Töchter des Hauses mussten nach ihrer Entlassung aus der Haft den Familienbesitz für 205.015 Francs zurückkaufen, um dort wohnen zu dürfen. 
Ihr jüngster Bruder Marie Louis Charles war der letzte männliche Spross seiner Familie und heiratete 1865 Marie Astérie de Sarret. Zwei Jahre nach seiner Vermählung begann er 1867 mit einem Umbau des südlichen Schlossflügels und der Instandsetzung des Daches. Außerdem ließ er den zuvor vorhandenen, symmetrisch gestalteten Obst- und Gemüsegarten südlich der Anlage durch einen großen landschaftlich gestalteten Park ersetzen. Damit einhergehend wurde das Gewächshaus an der Südseite der Pferdeställe instand gesetzt. Charles älteste Tochter Marie-Thérèse heiratete 1886 den Baron Félix de Saint-Vincent und brachte das Schloss damit an dessen Familie. Die beiden Enkelinnen des Paares sind die heutigen Eigentümerinnen.

## Beschreibung
Die Schlossanlage besteht aus einem Hauptschloss in Hufeisenform und einer padouan genannten, westlich vorgelagerten Esplanade. An deren Nordrand steht die von Jean Magdelon de Lagrange im 17. Jahrhundert errichtete Kirche Saint-Cyr et Sainte-Juliette. Die Südseite der Esplanade wird von den ehemaligen Pferdeställen und dem südlich daran angebauten Gewächshaus gesäumt.

### Architektur
Vom Hauptgebäude, das im 15. Jahrhundert von Pierre Lagrange errichtet wurde, ist nur noch ein Trakt vorhanden, der heute den Ostflügel des Schlosses bildet und Küchenflügel (französisch aile des cuisines) genannt wird. Sein Alter ist an den erhaltenen Kreuzstockfenstern und deren Brüstungen mit Schießlöchern für Feldschlangen erkennbar.

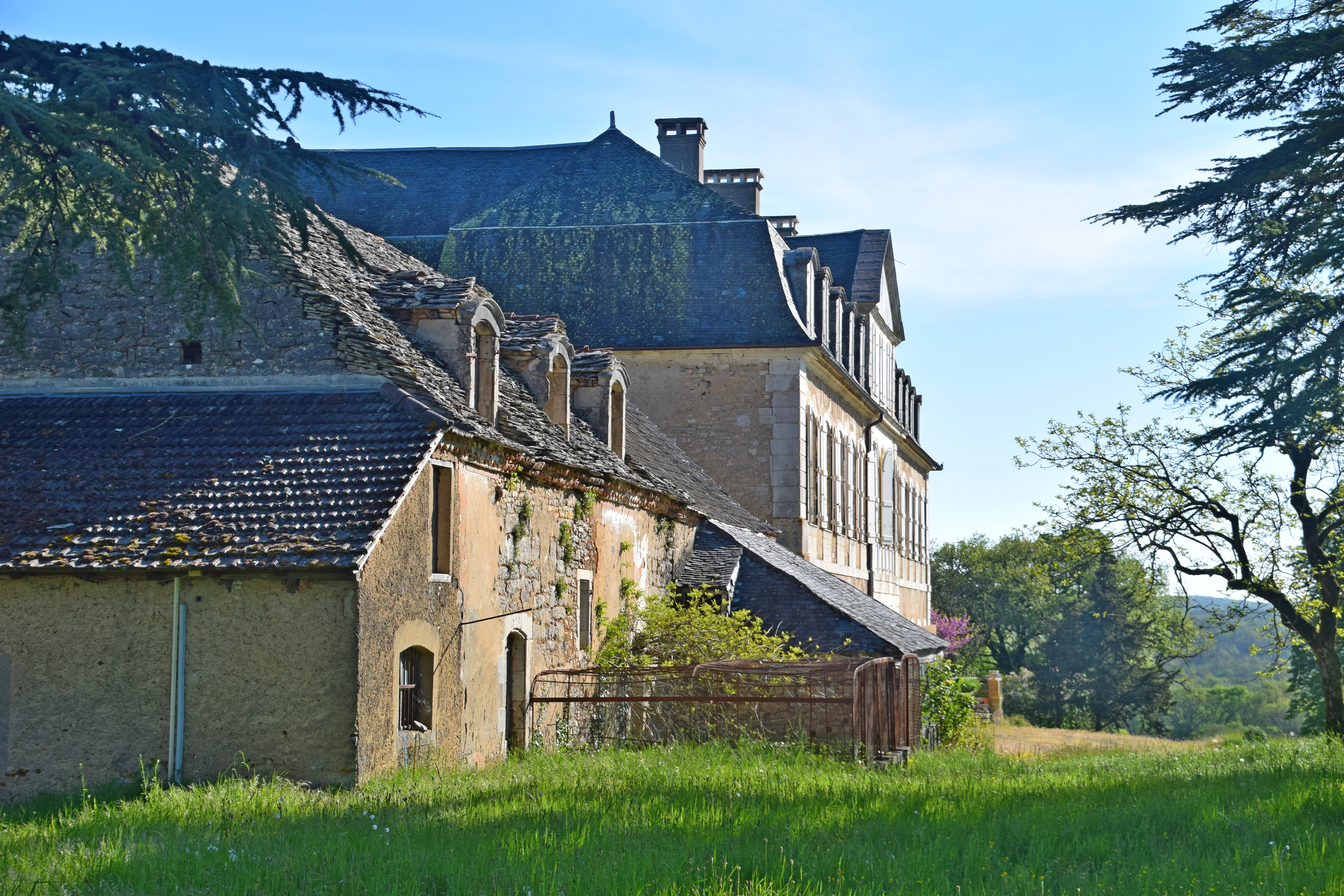
Blick von Südwesten auf das Schloss; im Vordergrund der ehemalige Marstall mit angebautem Gewächshaus, dahinter das Corps de Logis des Hauptgebäudes

Das Mauerwerk des dreiflügeligen Hauptschlosses besteht aus behauenen Kalksteinquadern, die Mansarddächer sind mit Schieferschindeln gedeckt. Die U-Form des Gebäudes ist nach Norden geöffnet, die dortige Seite ist mit einer etwa brusthohen, vasenbekrönten Mauer abgeschlossen. Abrisskanten am Mauerwerk des Ostflügels zeigen aber, dass an der Nordseite früher ein weiterer Schlosstrakt gestanden hat. Auch ist noch der ehemalige Standort eines nicht mehr vorhandenen Artillerieturms zu erkennen. Der zweigeschossige Südflügel bildet das Corps de Logis, dem sich im Osten und Westen zwei Seitentrakte im rechten Winkel anschließen. Die drei Flügel umschließen gemeinsam mit der Nordmauer einen etwa 38 × 24 Meter messenden Innenhof, die hofseitigen Gebäudeecken sind dabei abgerundet. Der Hof kann durch ein Portal im Westflügel der Anlage betreten werden. Der Eingang liegt in einer großen rundbogigen Nische und besteht aus einer rechteckigen, zweiflügeligen Holztür, die von Halbsäulen flankiert wird. Der Türsturz zeigt das Allianzwappen Antoine Vidal de Lapizes und seiner Frau Anne dʼArnis de Gigouzac sowie den Sinnspruch TOUT À DIEU, TOUT À MON ROI (deutsch Alles für Gott, alles für meinen König).
Der 43 Meter lange Südtrakt ist an seiner zum Schlosspark zeigenden Südseite mit einer symmetrisch gestalteten Schaufassade ausgestattet. Sie ist durch stichbogige Fenster und Türen in zehn Achsen unterteilt, von denen die drei mittleren in einem rustizierten Mittelrisalit mit drei Geschossen und bekrönendem Dreiecksgiebel liegen. Früher waren vor den Türen in dessen ersten Geschoss schmiedeeiserne Balkongitter angebracht, die aber während der Französischen Revolution demontiert worden sind. 

### Innenräume
Im Inneren des Schlosses findet sich Ausstattung aus dem 15., 18. und 19. Jahrhundert und spiegelt somit die Phasen von Errichtung, Umbau und Veränderungen wider. Im ältesten Schlosstrakt an der Ostseite ist trotz einer durchgreifenden Umgestaltung während des 18. Jahrhunderts noch die große Gewölbeküche mit einem monumentalen Kamin aus dem 15. Jahrhundert erhalten. Daneben nahm dieser Flügel im Erdgeschoss zwei Anrichteräume, ein Backhaus und eine Pökelkammer auf. In seinem Obergeschoss lagen unter anderem eine Wäschekammer und ein Obstlager. Im Westflügel befanden sich weitere Wirtschaftsräume, wie zum Beispiel ein Waschhaus, ein Holzlager und eine Remise.
Das Corps de Logis steht auf einem Kellergeschoss mit einem 3,4 Meter hohen Tonnengewölbe. Im Erdgeschoss liegen neben einigen Räumen mit angegliedertem Kabinett und Ankleidezimmer auch die Repräsentationsräume mit einem großen Salon und einem Esszimmer. Im Obergeschoss befinden sich hingegen die privaten Wohnräume. Mit Ausnahme des zentralen Salons im Erdgeschoss, dessen Gestaltung aus der Zeit des Second Empires stammt, sind fast alle Zimmer sind im Stil des Rokokos dekoriert. Viele von ihnen besitzen eine reiche, farbig bemalte Stuckverzierung in Form von pflanzlichen Motiven, Trophäen und Medaillons sowie Kamine aus rosa Marmor, der aus Saint-Céré stammt. Im großen Salon findet sich in der Stuckdekoration der Wände und Decke das Allianzwappen der Familien Vidal de Lapize und Sarret de Fabrègues. Die Geschosse des Hauptgebäudes sind über große Treppen in den Winkeln der Schlossflügel zu erreichen. Eine der Treppen stammt noch aus dem 17. Jahrhundert, während die andere Treppe im 18. Jahrhundert eingebaut wurde. Die Wände ihres Treppenhauses besitzen eine Bemalung, die Marmor imitiert.
In einem Kabinett im Erdgeschoss des Schlosses hängen elf Gemälde, die ursprünglich aus dem heute verschwundenen Schloss Saint-Sulpice stammten. Sie wurden um 1780 von Antoine Vidal de Lapize erworben und in diesem Raum aufgehängt, der seinerzeit zum Appartement der Hausherrin gehörte. Die Gemälde auf Holz und Leinwand stammen aus der ersten Hälfte des 17. Jahrhunderts und zeigen Landschaften sowie teilweise auch Architektur. Der kleine Raum mit der Gemäldesammlung wird nach der Herkunft der Kunstwerke auch Saint-Sulpice-Salon (französisch salon de Saint-Sulpice) genannt. Neben den Gemälde befinden sich noch weitere geschützte Kulturgüter im Schloss, darunter einige Skulpturen und Möbel, die früher einmal dem Marschall Nicolas Jean-de-Dieu Soult gehört haben.

### Schlosspark

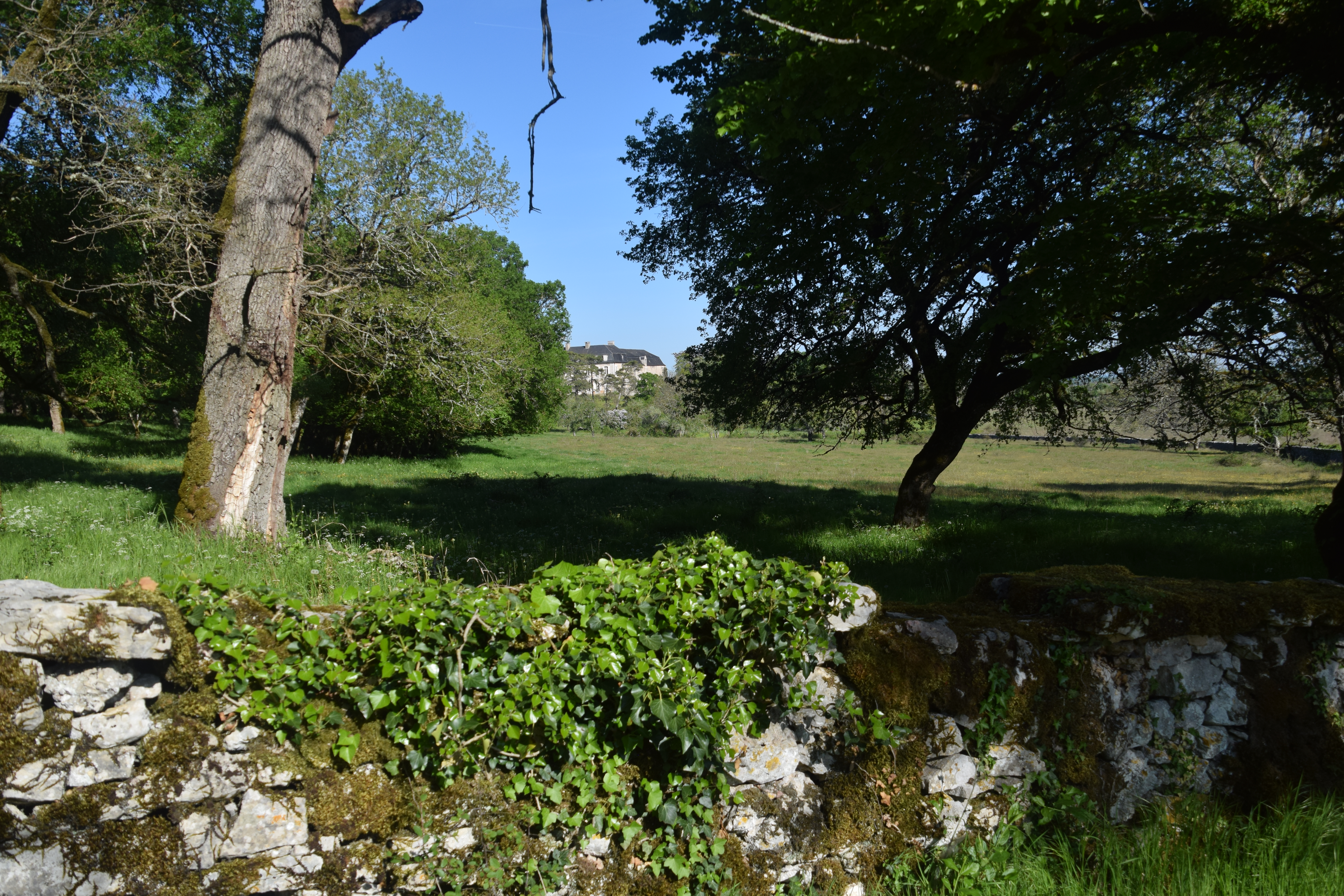
Landschaftsgarten

Der rundherum von einer Trockenmauer eingefasste Landschaftsgarten südlich des Schlosses ersetzte in der zweiten Hälfte des 19. Jahrhunderts einen kleineren französischen Garten mit quadratischem Grundriss, der durch zwei geradlinige, sich kreuzende Wege in vier symmetrisch angelegte Parterres unterteilt war. Der heutige Schlossgarten besitzt drei große Wasserbassins, von denen aber nur noch zwei gefüllt sind. Zum Baumbestand gehören alte Eichen, Linden und Kastanien sowie Platanen, Berg-Ahorn, Zedern, Pinien und Eschen. Dazu gibt es einige exotische Gewächse im Park, zu denen beispielsweise Kakibaum, Sumach und Weichselkirsche gehören.
Am Nordrand des Schlossparks steht ein altes Gewächshaus. Seine Wände bestehen aus Glas, während sein Dach mit Schiefer gedeckt ist.